# Trío (ciudad)
Trío (en griego, Θρύον) es el nombre de una antigua ciudad griega de Élide, que fue mencionada por Homero en el catálogo de las naves de la Ilíada, donde formaba parte de los territorios que gobernaba Néstor. Es citada también en el Himno homérico a Apolo.
Homero dice de ella que era un vado del río Alfeo y en otro pasaje la llama Trioesa y comenta que la ciudad fue asediada por los epeos durante la guerra que tuvieron los de Élide con los de Pilos. Los pilios llegaron a tiempo de socorrer a la ciudad y derrotaron a los epeos.
Estrabón la identificaba con otra ciudad llamada Epitalio, pero la localización no es segura.